# Arena Verlag
Der Arena Verlag ist ein deutscher Verlag für Kinder- und Jugendliteratur mit Sitz in Würzburg. Er wurde am 19. September 1949 von Georg Popp gegründet und gehört heute zur Braunschweiger Westermann-Gruppe.

## Verlagsgeschichte
Georg Popp (1928–2004) gründete den Arena Verlag am 19. September 1949. Er war seinerzeit mit 21 Jahren der jüngste selbständige Verleger in der noch jungen Bundesrepublik und leitete den Verlag 30 Jahre lang.
Bis 1955 erschienen rund 60 Bücher mit einer Gesamtauflage von rund 750.000 Exemplaren. Die verlegerische Arbeit Georg Popps konzentrierte sich auf Jugendbücher und Sachbücher für Jugendliche und (junge) Erwachsene. Als Autoren prägten beispielsweise Carlo Schmid, Franz Josef Strauß, David Ben-Gurion oder Heinrich Harrer das Sachbuchprogramm.
Ein Geschäftsfeld sah Georg Popp auch im Buchhandel: In der stark zerstörten Würzburger Innenstadt baute er ein Geschäftshaus wieder auf und gründete die Arena Buchhandlung, die er 1979, als er sich aus dem Verlagsgeschäft zurückzog, verkaufte.
1958 wurde vom Arena Verlag als Branchen-Vorreiter ein Taschenbuchprogramm für Kinder und Jugendliche eingeführt.
Eine Vergrößerung erfuhr der Verlag durch die Übernahme des Georg-Westermann-Jugendbuchverlags. Bis 1974 waren laut einer Statistik zum 25. Verlagsjubiläum 650 Bücher und 360 Taschenbücher erschienen. 50 Titel hatten zu der Zeit auf der Besten- bzw. Auswahlliste des Deutschen Jugendbuchpreises (heute: Deutscher Jugendliteraturpreis) gestanden.
1979 übernahm die Westermann Gruppe mit Sitz in Braunschweig den Arena Verlag, der Verlagssitz blieb jedoch in Würzburg. Die Leitung des Verlags übernahm ab 1980 Hans-Georg Noack, selbst Autor zahlreicher Bücher. Unter seiner Leitung kamen Autoren wie Tilman Röhrig, KNISTER oder Jo Pestum hinzu, deren Bücher bis heute im Arena Verlag lieferbar sind. Noack leitete den Verlag bis zu seinem Ruhestand 1990.
Als erster Verlag entwickelte Arena 1981 mit der Erstlesereihe „Edition Bücherbär“ (heute: „Der Bücherbär“) ein pädagogisch durchdachtes, mehrstufiges Leselernkonzept zunächst für das Taschenbuchprogramm, später als eigenständige Reihe. Die sogenannte „Bücherbär-Leseschule“ wurde in Zusammenarbeit mit Peter Conrady erdacht. Die Titel der Bücherbär-Reihe wurden bisher ca. 10 Millionen Mal verkauft.
Mit der Übernahme des Zürcher Benziger Verlags durch Westermann 1987 wurde dessen Kinder- und Jugendbuchprogramm in das Arena-Programm integriert. Im Jahr 2000 übernahm der Arena Verlag das Programm des traditionsreichen, 1818 gegründeten Ensslin Verlags. Schwerpunkt des Programms sind Pferdebücher, Themen rund um Tiere und Natur, Lernspiele oder die erfolgreiche Urmel aus dem Eis Jugendbuchreihe.
Als 1990 Hans-Georg Noack in den Ruhestand ging, übernahm Jürgen Weidenbach die Verlagsleitung. Er leitete den Verlag bis 2002. Sein Nachfolger wurde Albrecht Oldenbourg, der den Verlag bis Ende September 2017 führte. Seit Oktober 2017 führt Alexandra Schönleben den Verlag.
2006 begann Arena sein eigenes Hörbuchprogramm unter dem Label „Arena audio“.

## Programmbereiche
- Pappbilderbuch
- Bilderbuch
- Erstlesebuch
- Kinderbuch
- Jugendbuch
- Taschenbuch
- Sachbuch
- Beschäftigung/Lernspiel
- Weihnachtsbuch
- Osterbuch
- Audio

## Bekannte Autoren
- Isabel Abedi
- Katja Alves
- Antje Babendererde
- Jürgen Banscherus
- Margot Berger
- Brigitte Blobel
- Julia Boehme
- Matthias von Bornstädt
- Katja Brandis
- Achim Bröger
- Federica de Cesco
- Cressida Cowell
- Stefanie Dahle
- Sarah Darwin
- Lisa-Marie Dickreiter
- Franca Düwel
- Ilona Einwohlt
- Andreas Eschbach
- Willi Fährmann
- Emma Flint
- Kira Gembri
- Stefan Gemmel
- Kerstin Gier
- Tove Jansson
- KNISTER
- Jakob M. Leonhardt
- Jo Nesbø
- Alice Pantermüller
- Jo Pestum
- Anna Ruhe
- Andreas H. Schmachtl
- Christian Seltmann
- Thomas Thiemeyer
- Sabine Zett

## Bekannte Illustratoren
- Hans-Günther Döring
- Nina Dulleck
- Christiane Hansen
- Tove Jansson
- KNISTER
- Daniela Kohl
- Birgit Rieger
- Andreas H. Schmachtl
- Clara Vath

## Preise und Auszeichnungen
- 1963: Willi Fährmann, Das Jahr der Wölfe, Nominierung zum Deutschen Jugendliteraturpreis, Kategorie Jugendbuch[3]
- 1969: Willi Fährmann, Es geschah im Nachbarhaus, Nominierung zum Deutschen Jugendliteraturpreis, Kategorie Jugendbuch[4]
- 1969: Ingeborg Bayer, Der Teufelskreis. Die Geschichte eines Massenwahns, Nominierung zum Deutschen Jugendliteraturpreis, Kategorie Jugendbuch[5]
- 1972: Otfried Preußler, Krabat, Deutscher Jugendliteraturpreis, Kategorie Jugendbuch[6]
- 1981: Willi Fährmann, Der lange Weg des Lukas B., Deutscher Jugendliteraturpreis, Kategorie Jugendbuch[7]
- 1984: Tilman Röhrig, In 300 Jahren vielleicht, Deutscher Jugendliteraturpreis, Kategorie Jugendbuch[8]
- 1995: Christian Bieniek, Svenja hat's erwischt, Nominierung zum Deutschen Jugendliteraturpreis, Kategorie Kinderbuch[9]
- 2006: Jürgen Banscherus, Ein Fall für Kwiatkowski (Reihe), Hansjörg-Martin-Preis (Kinder- und Jugendkrimipreis)[10]
- 2009/2010: Neil Gaiman, The Graveyard Book (dt. Das Graveyard-Buch), Newbery Medal (2009) und Carnegie Medal (2010)
- 2012: Antje Babendererde, Julischatten, Publikumspreis Segeberger Feder
- 2012: Andreas Eschbach, Black Out, Schweizer Publikumspreis Bookstar
- 2013: Rainer Wekwerth, Das Labyrinth erwacht, Publikumspreise Segeberger Feder und Ulmer Unke
- 2015: Lukas Erler, Brennendes Wasser, Publikumspreis Segeberger Feder
- 2016: Anna Ruhe, Mount Caravan, Goldener Bücherpirat[11]
- 2017: Dirk Hennig, Igel Ignatz und das Möp, Buxtehuder Kälbchen
- 2018: Kira Gembri, Wovon du träumst, DELIA Literaturpreis
- 2018: Anna Ruhe, Die Duftapotheke, Ulmer Unke[12]
- 2019: Tania Witte,  Mannheimer Feuergriffel
- 2019: June Perry, White Maze, Goldene Leslie[13]
- 2021: Thomas Thiemeyer, World Runner. Die Jäger, Jugendjury-Preise Goldene Leslie[14] und Ulmer Unke[15]
- 2023: Lisa-Marie Dickreiter, Andreas Götz, Barbara Scholz: Karlchen hilft allen, ob sie wollen oder nicht, Deutscher Kinderbuchpreis
- 2024: Anna Ruhe: Ozeanis. Mit Karacho in die Tiefe, Kieler Lesesprotte
- 2024: Arndís Thórarinsdóttir, Hulda Sigrún Bjarnadóttir: 12 Stockwerke. Mein unglaubliches Zuhause am Ende der Welt, Deutscher Jugendliteraturpreis, Nominierung Kategorie Kinderbuch
- 2024: Sabine Zett: Donnie und Jan. Angriff der Gängster-Kühe, Nordstemmer Zuckerrübe
- 2024: Katja Brandis: Woodwalkers. Die Rückkehr. Rivalen im Revier, Nachhaltigkeitspreis von media control